# Puente Nacional
Puente Nacional è un comune della Colombia facente parte del dipartimento di Santander.
L'abitato venne fondato da Andres Díaz Venero de Leiva nel 1556.